# Мелвин Еџим
Мелвин Обина Еџим (енгл. Melvin Obinna Ejim; Торонто, Онтарио, 4. март 1991) канадско-нигеријски је кошаркаш. Игра на позицијама крила и крилног центра, а тренутно наступа за Малагу.

## Каријера
Четири сезоне је играо кошарку на универзитету Ајова Стејт, након чега није изабран на НБА драфту 2014. године. Прву професионалну сезону је одиграо у Виртус Роми. Сезону 2015/16. почиње играјући за Ири бејхоксе у НБА развојној лиги, да би се у марту 2016. вратио у Италију и потписао за Венецију до краја сезоне. У јуну исте године је продужио уговор са клубом на још годину дана. Са екипом Венеције је освојио титулу првака Италије у сезони 2016/17, када је добио и награду за најкориснијег играча финалне серије. Поред тога у овој сезони је уврштен и у идеални тим ФИБА Лиге шампиона. Након тога две сезоне проводи у УНИКС-у из Казања а потом је годину дана био играч Уникахе. У сезони 2020/21. је био играч подгоричке Будућности, и са њима је освојио национално првенство и куп. За сезону 2021/22. је потписао уговор са Цедевита Олимпијом.
С обзиром да је нигеријског порекла, током 2012. године је играо на неколико пријатељских утакмица за репрезентацију Нигерије. Ипак, већ од наредне године почиње да представља Канаду. Са универзитетском репрезентацијом Канаде је играо на летњој Универзијади 2013. у Казању. Са сениорском репрезентацијом Канаде је освојио бронзану медаљу на Америчком првенству 2015. у Мексико Ситију. Такође је био члан националног тима и на Светском првенству 2019. у Кини.

## Успеси

### Клупски
- Рејер Венеција Местре:
  - Првенство Италије (1): 2016/17.

- Будућност:
  - Првенство Црне Горе (1): 2020/21.
  - Куп Црне Горе (1): 2021.

- Цедевита Олимпија:
  - Првенство Словеније (1): 2021/22.
  - Kуп Словеније (1): 2022.
  - Суперкуп Словеније (1): 2021.

- Малага:
  - ФИБА Лига шампиона (1): 2023/24.
  - Kуп Шпаније (1): 2023.

### Репрезентативни
- Светско првенство:  2023.
- Америчко првенство:  2015.

### Појединачни
- Идеални тим ФИБА Лиге шампиона — прва постава (1): 2016/17.
- Најкориснији играч финала Првенства Италије (1): 2016/17.